# Beata Sparre
Beata Sparre, född 17 oktober 1662, död 1724, var en svensk hovfunktionär. Hon är känd som inflytelserik vid det samtida svenska hovet. Hon var kammarfröken hos först änkedrottning Hedvig Eleonora och sedan hos Ulrika Eleonora av Sverige och i tjänst vid hovet i fyrtio år: mellan 1680 och 1720. 
Sparre var dotter till friherre Axel Carlsson Sparre och Beata Stenbock. Hon var den främsta av tre systrar som tillskrivs inflytande vid det svenska hovet och anses vara ett exempel på hur kvinnor kunde utöva inflytande genom en hovtjänst. När deras bror överstelöjtnant Axel Sparre dömdes till döden, ska de fyra systrarna enligt en samtida diplomat ha övertalat drottningen, änkedrottningen och prinsen av Holstein att övertala kungen att upphäva dödsdomen. De övertalade också en av kunges systrar att övertala kungen att ge en annan av deras bröder, Gabriel en löjtnantstjänst: denna gång dock förgäves. 
Beata Sparre bedöms ha varit den mest aktiva av de fyra systrarna, och hade en lång karriär som lobbyist vid hovet. Under 1680-talet lobbade hon för sin familjs intressen genom den inflytelserike Erik Lindschöld och fick honom att lämna fram brev till Karl XI. Genom prinsessorna Hedvig Sofia och Ulrika Eleonora blev de petitioner hon sände Karl XII ofta framgångsrika. Frankrikes diplomater i Sverige namngav henne som en av de maktfaktorer vid hovet värda att knyta kontakter med: det är känt att hon mottog en tavla av Ludvig XIV från dem, som hon räddade då slottet brann 1697. År 1709 tillhörde hon, tillsammans med Christina Piper, Märta Berendes, Arvid Horn och öfverhofpredikanten domprost Molin, det hovparti som ledda av Carl Gyllenstierna medverkade till att få Hedvig Eleonoras impopulära gunstlig Anna Catharina von Bärfelt avlägsnad från hovet. 
Sparre var inte enbart sin familjs agent vid hovet utan agerade också för egen räkning. Genom Ulrika Eleonoras förbön blev hennes petition till Karl XII 1703 om att få överta sin kusins slott framgångsrik: sedan hon år 1720 slutligen kom i onåd och förlorade sin hovtjänst, bosatte hon sig på detta slott.